# Ipolybél
Ipolybél (szlovákul Bielovce) község  Szlovákiában, a Nyitrai kerület Lévai járásában.

## Fekvése

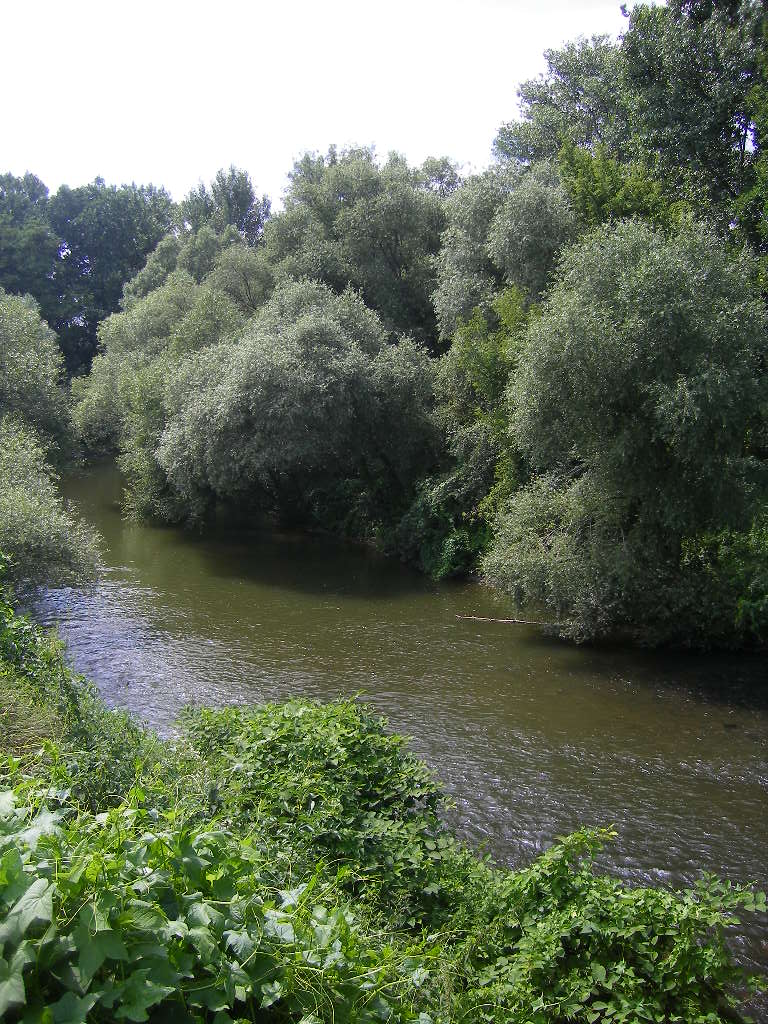
Az Ipoly Ipolybélnél

Lévától 28 km-re délkeletre, Ipolyságtól 16 km-re délnyugatra, az 564-es út mentén, az Ipoly jobb partján fekszik. Magyar oldalról indulva Vámosmikolával szemben, tőle 2 km-re északra, a magyar határnál található.

## Élővilága

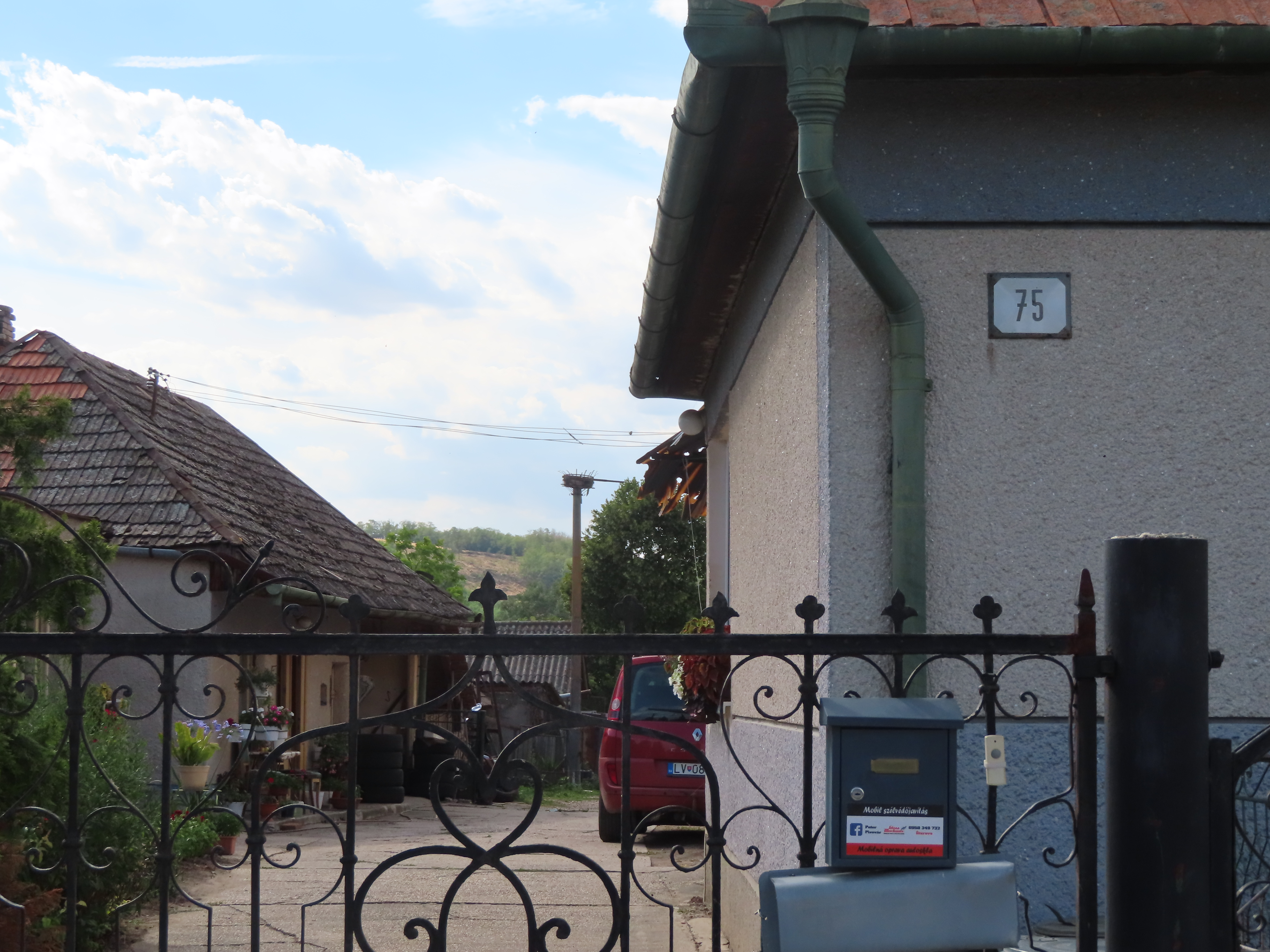

Bélen egy gólyafészek alátét található, de régóta nem volt benne költés.

## Története
Területe már az őskortól fogva lakott. Ezt bizonyítják a zselizi, a hallstatti és a La Tène-kultúra itt megtalált leletei.
A település 1274-ben "Byl" alakban szerepel először oklevélben, de más források szerint már 1138-ban is említik, amikor a dömösi prépostsághoz tartozott. 1342-ben "Beel" néven említi írott forrás. Lakóinak egy része a 16. században református vallású lett. A 17. században a Rudnay, majd a 18. században a Lipthay, Madocsányi, később pedig többek közt a Szentiványi, Majthényi, Rakovszky és Bossányi családok birtoka. 1715-ben 16 háztartása volt. 1828-ban 72 házában 428 lakos élt, akik mezőgazdasággal, szőlőtermesztéssel, régen halászattal is foglalkoztak. A módos községben több vízimalom és szeszgyár is működött. Lakói mezőgazdasággal, szőlőtermesztéssel foglalkoztak.
Vályi András szerint "BÉLL. Tót falu Hont Vármegyében Peretséntöl nem meszsze fekszik Ipoly vize mellett, Szakállosnak szomszédságában, mellynek filiája, lakosai katolikusok, birtokosai Dvornokovits, és Madocsányi Uraságok. Határbéli legelője elegendő, mind a’ két féle fája van, szőlő hegye középszerű, első Osztálybéli."
Fényes Elek szerint "Bél, vagy Béel, (Bielovce), magyar falu, Honth vgyében, Ipoly-Pásztóhoz 1/4 mfd. 217 kath., 210 ref. Ref. filial, ekklézsia és oskola. Földjei, rétjei kövérek; bora jó; tölgyes erdeje derék. F. u. többen. Ut. post. Ipoly-Ság."
A trianoni békeszerződésig Hont vármegye Vámosmikolai járásához tartozott. 1938 és 1945 között ismét Magyarország része.

## Népessége
| Év:            | 1994. | 2004.    | 2014.   | 2024.   |
| -------------- | ----- | -------- | ------- | ------- |
| Emberek száma: | 313   | 247      | 224     | 213     |
| Eltérés:       |       | -21,08 % | -9,31 % | -4,91 % |

| Év:            | 2023. | 2024.   |
| -------------- | ----- | ------- |
| Emberek száma: | 211   | 213     |
| Eltérés:       |       | +0,94 % |

1880-ban 460 lakosából 434 magyar és 9 szlovák anyanyelvű volt.
1890-ben 518 lakosából 509 magyar és 7 szlovák anyanyelvű volt.
1900-ban 549 lakosából 548 magyar és 1 szlovák anyanyelvű volt.
1910-ben 509 lakosából 504 magyar anyanyelvű volt.
1921-ben 651 lakosából 638 magyar és 4 csehszlovák volt.
1930-ban 597 lakosából 495 magyar és 63 csehszlovák volt.
1941-ben 552 lakosából 551 magyar és 1 szlovák volt.
1970-ben 503 lakosából 455 magyar és 42 szlovák volt.
1980-ban 424 lakosából 382 magyar és 35 szlovák volt.
1991-ben 360 lakosából 341 magyar és 14 szlovák volt.
2001-ben 274 lakosából 251 magyar és 17 szlovák volt.
2011-ben 232 lakosából 186 magyar és 28 szlovák volt.
2021-ben 225 lakosából 174 (+3) magyar, 42 (+4) szlovák, (+1) cigány, 2 (+1) egyéb és 7 ismeretlen nemzetiségű volt.

## Nevezetességei
- Szent Márton tiszteletére szentelt római katolikus temploma 1714-ben épült, mai formáját 1884-ben nyerte el.
- Református temploma 1781-ben épült, de a 19. század végén leégett, 1913-ban építették újjá.
- A Bossányi-kúria a 19. század végén épült neoklasszicista stílusban, 1950-ben emeletet építettek rá.
- Az ún. "sárga kastélyt" a 20. század elején építette Csécsi Nagy Miklós neogótikus stílusban, ma művelődési ház működik benne.
- A faluban sok jellegzetes régi parasztház látható.
- A temetőben levő Simonyi-temetőkápolnában nyugszik Simonyi Sándor 48-as honvéd főhadnagy.

## Képtár

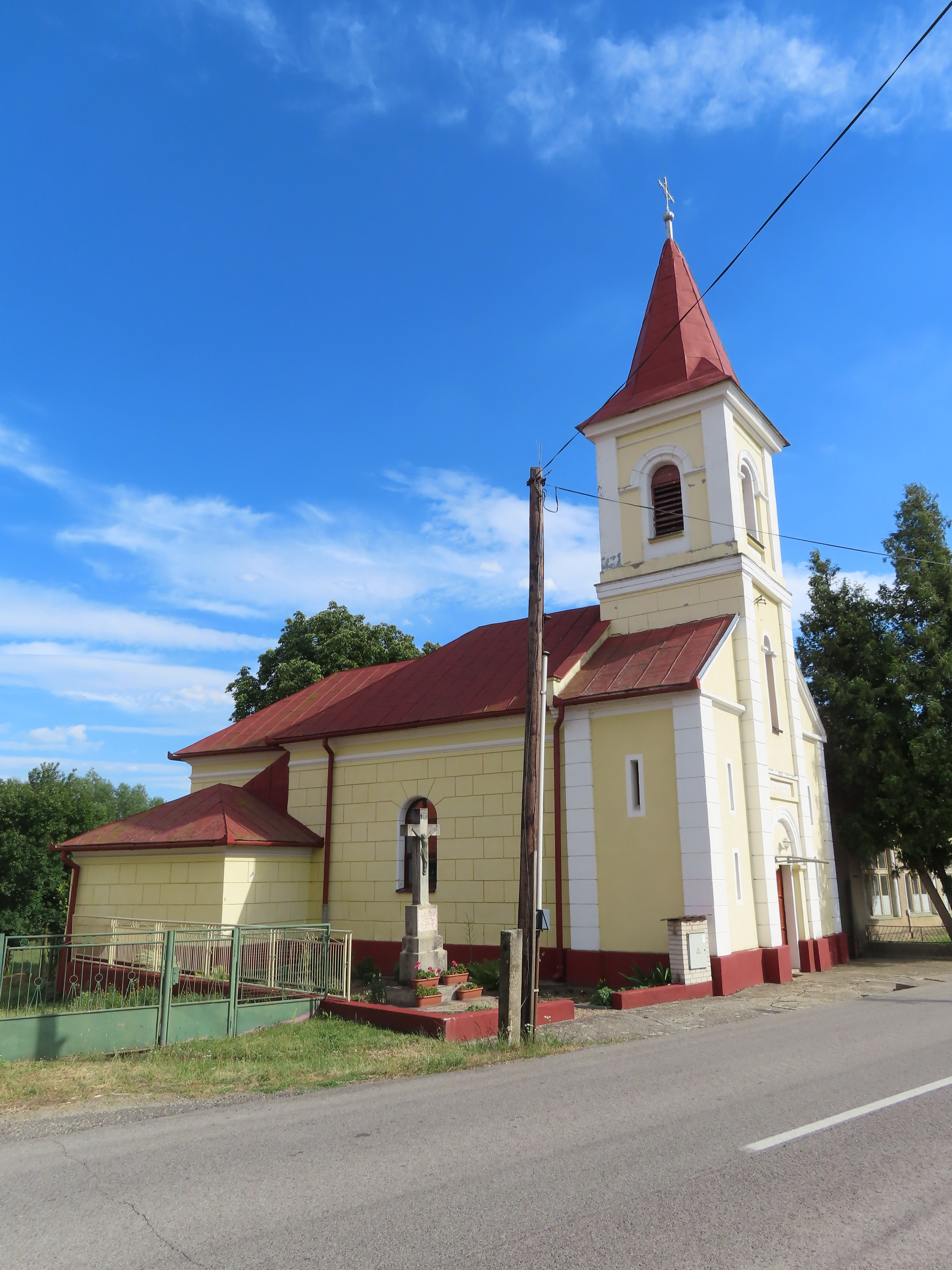
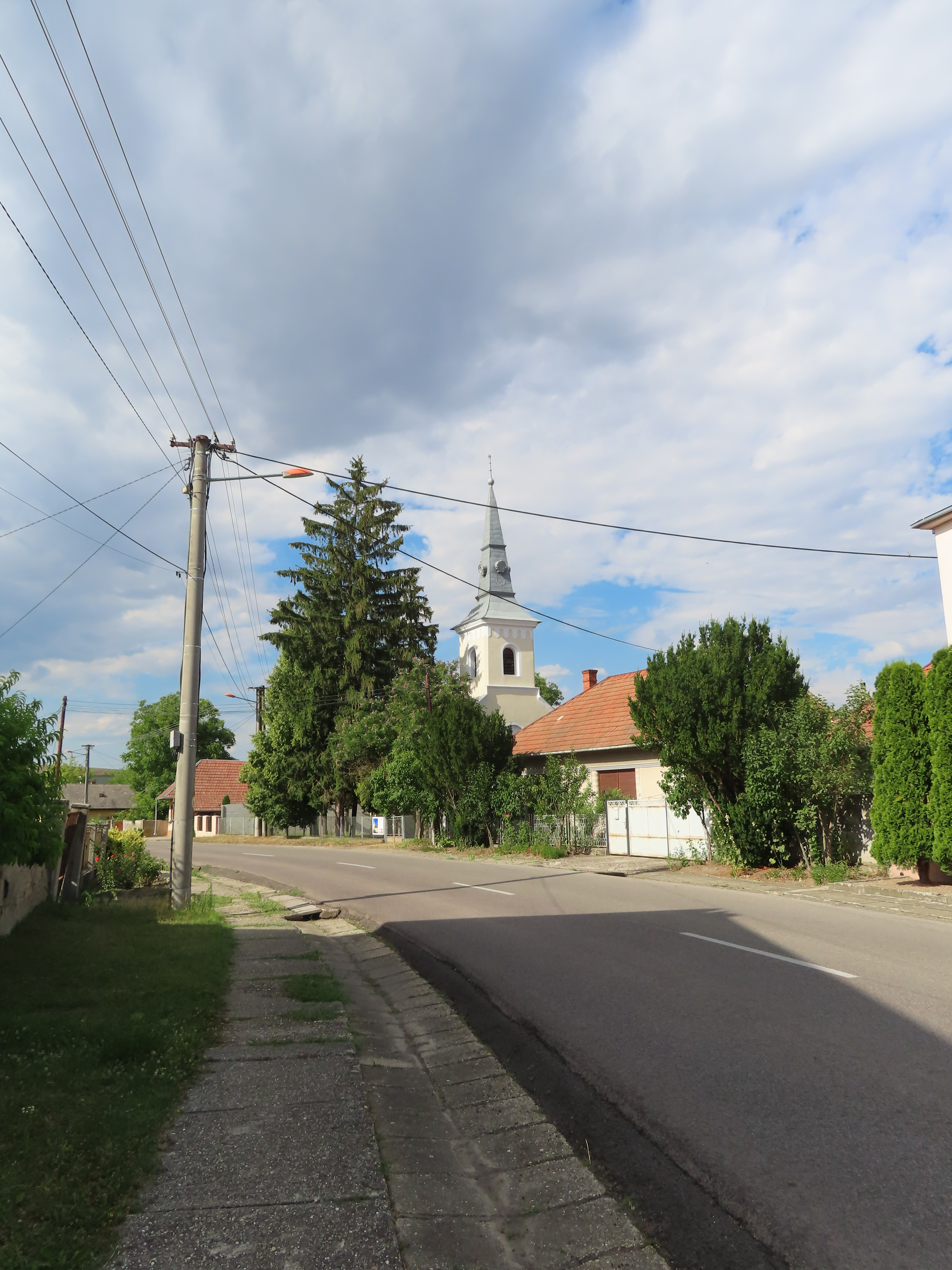
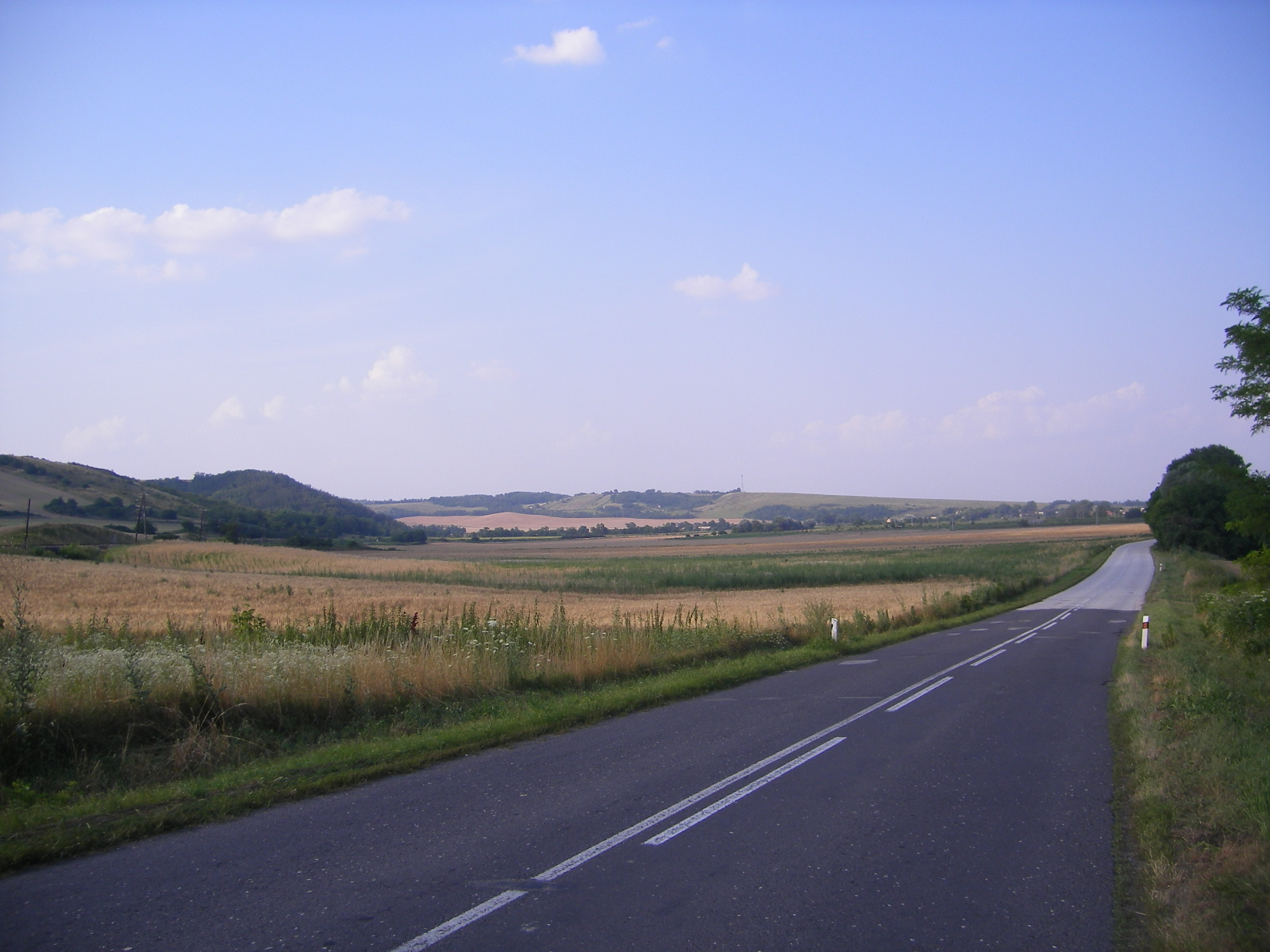
Tájkép Ipolybél és Ipolypásztó között
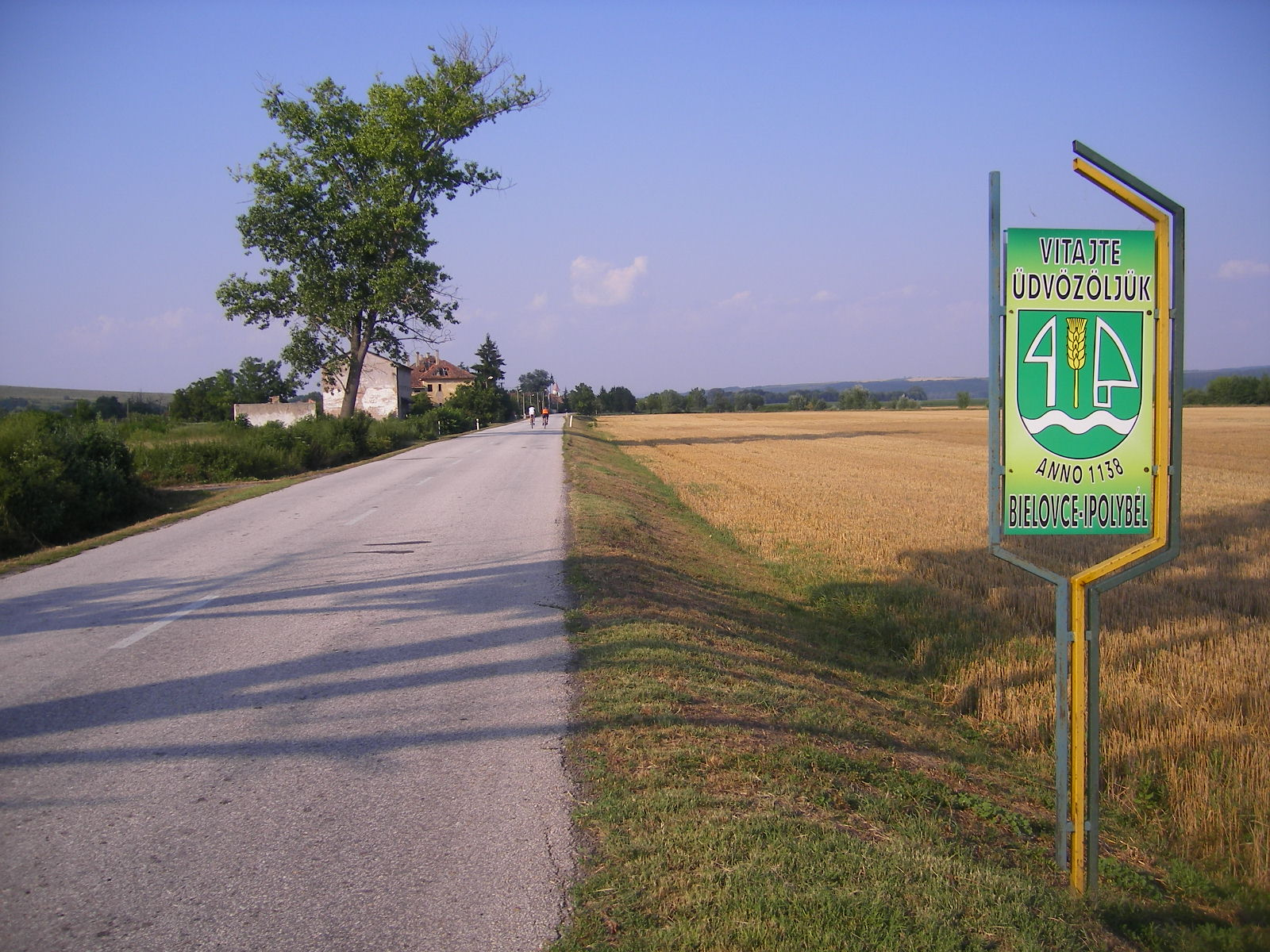
Címeres üdvözlőtábla
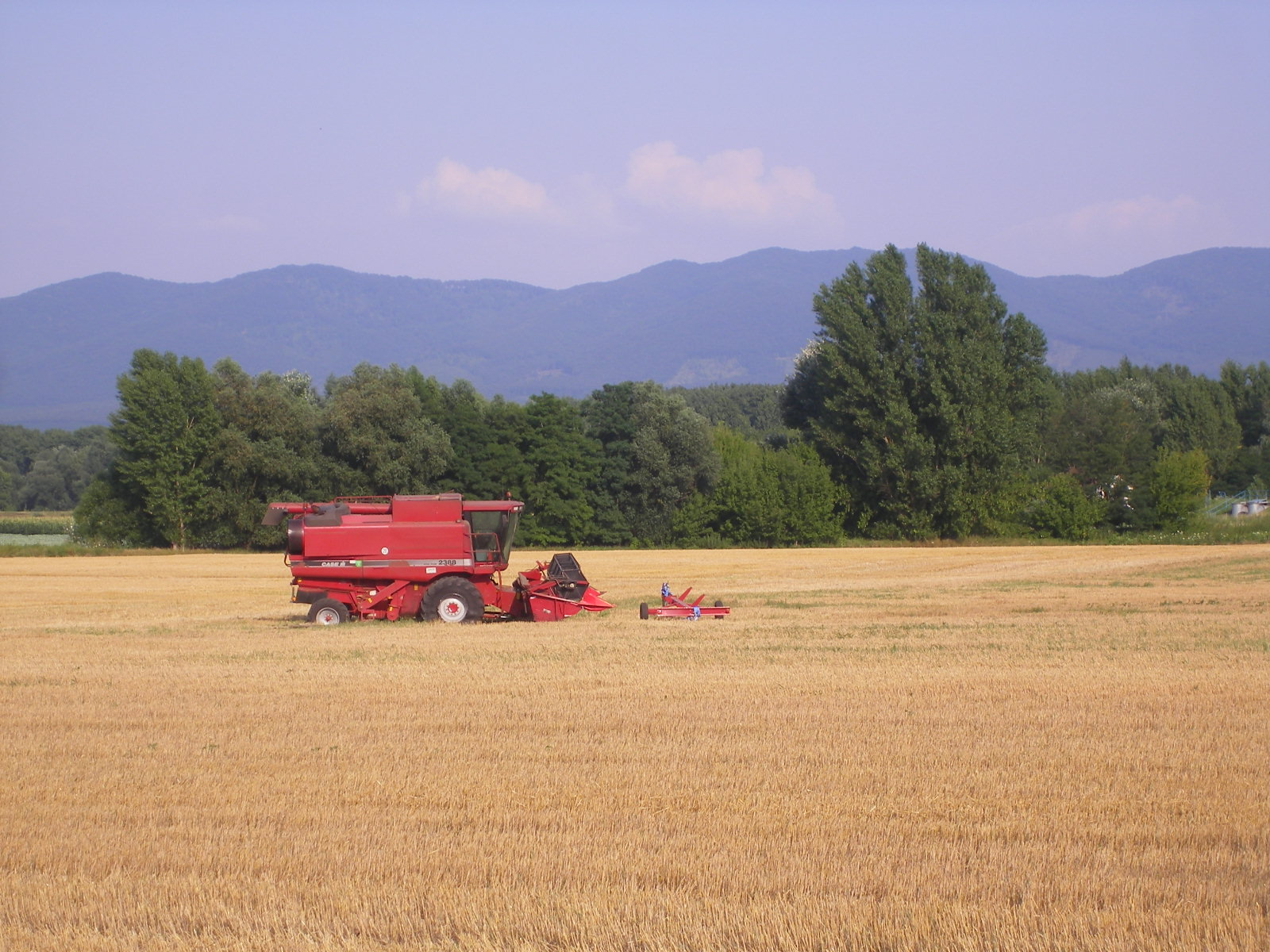
Aratás a község határában
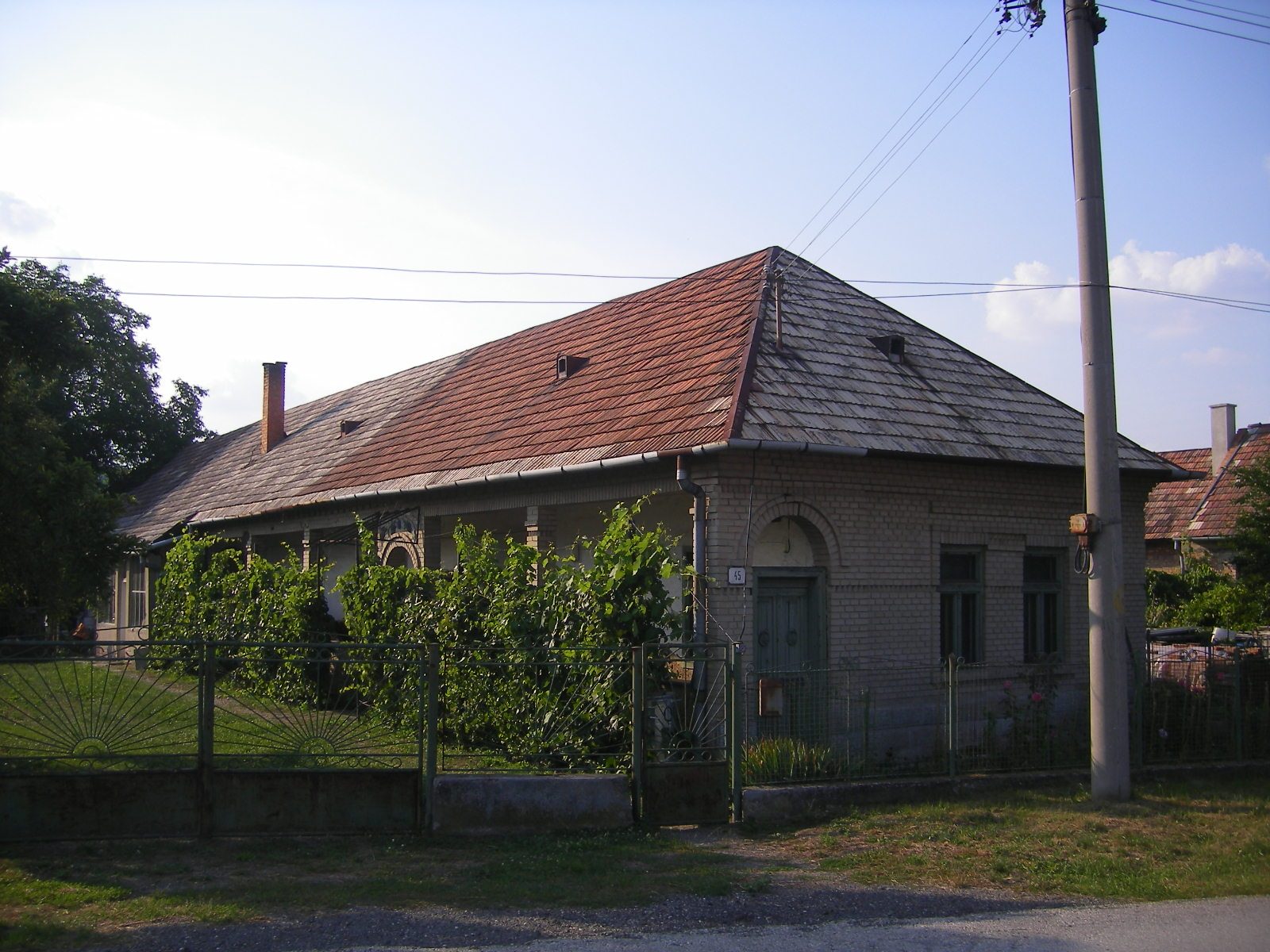
Régi ház Ipolybélen
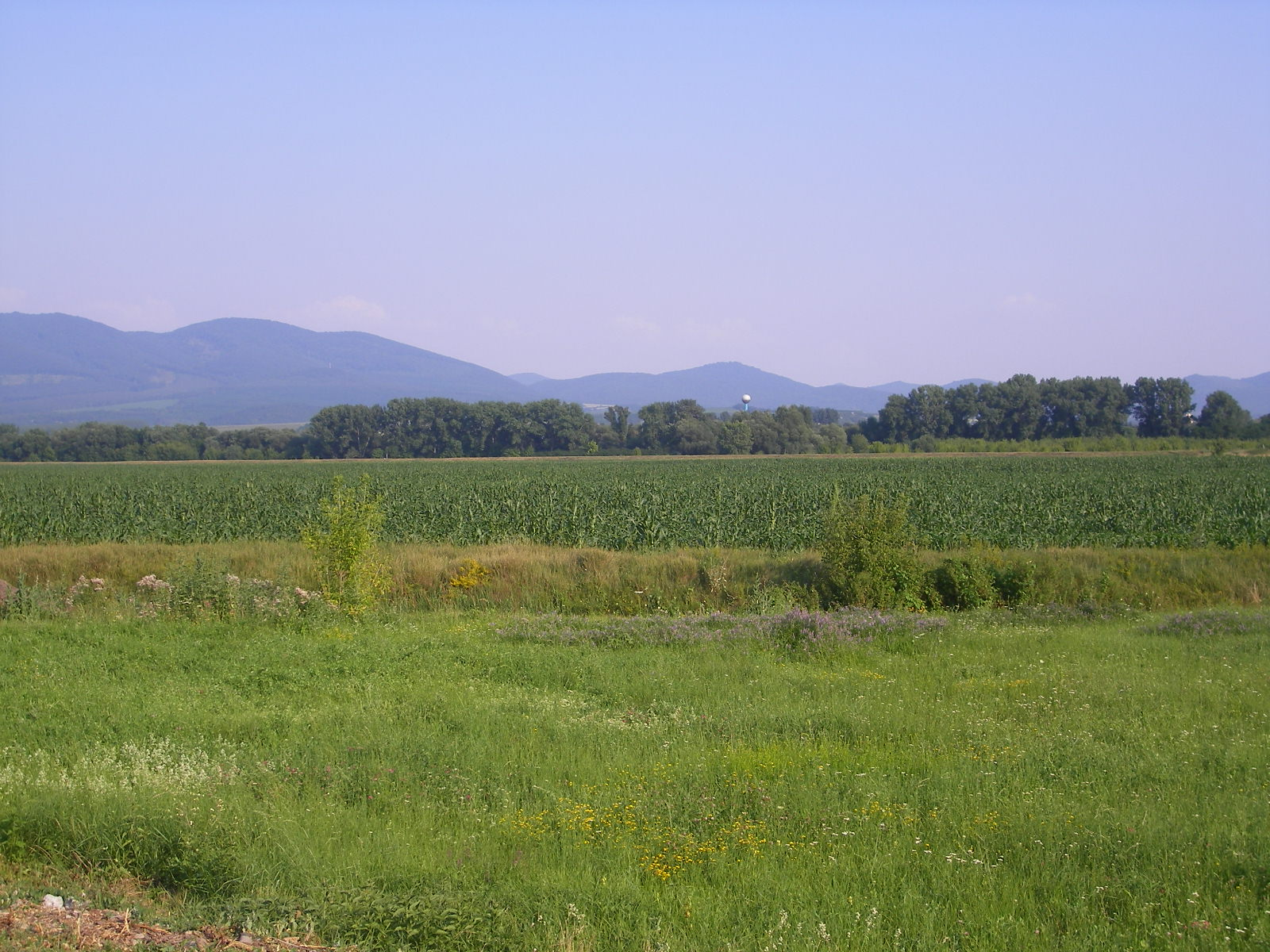
Tájkép a falu déli szélén
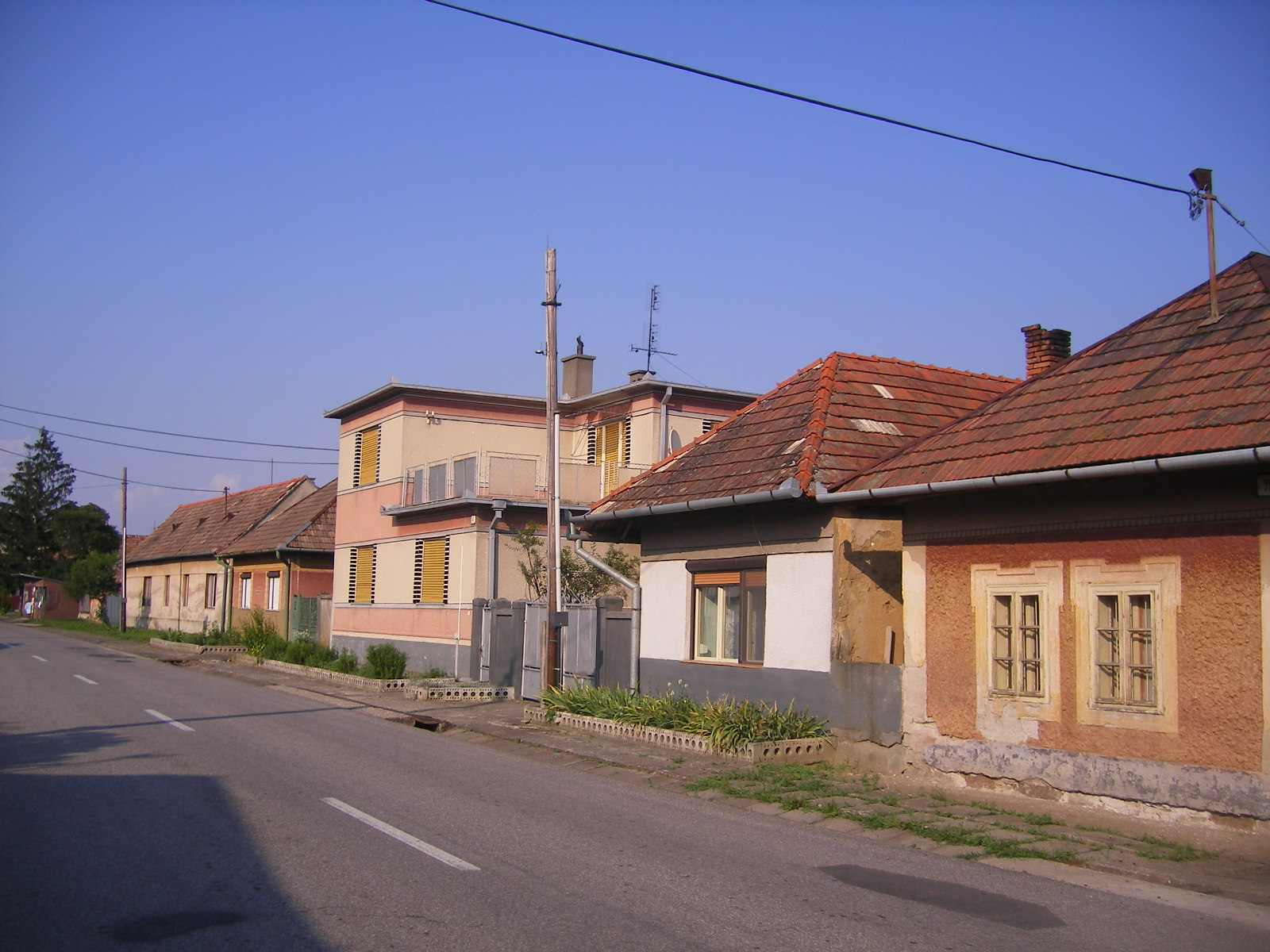
Ipolybéli utcakép
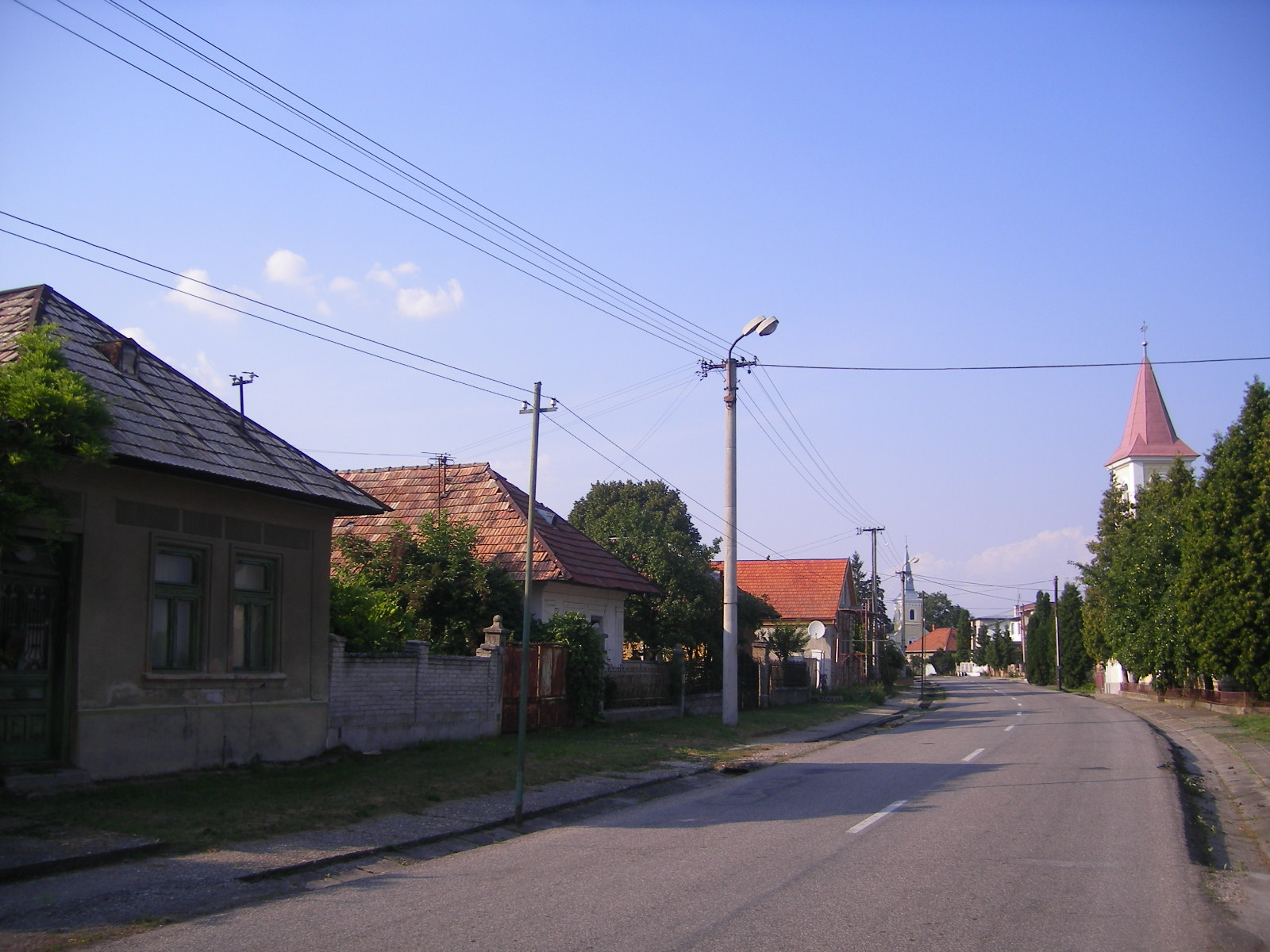
Ipolybéli utcakép
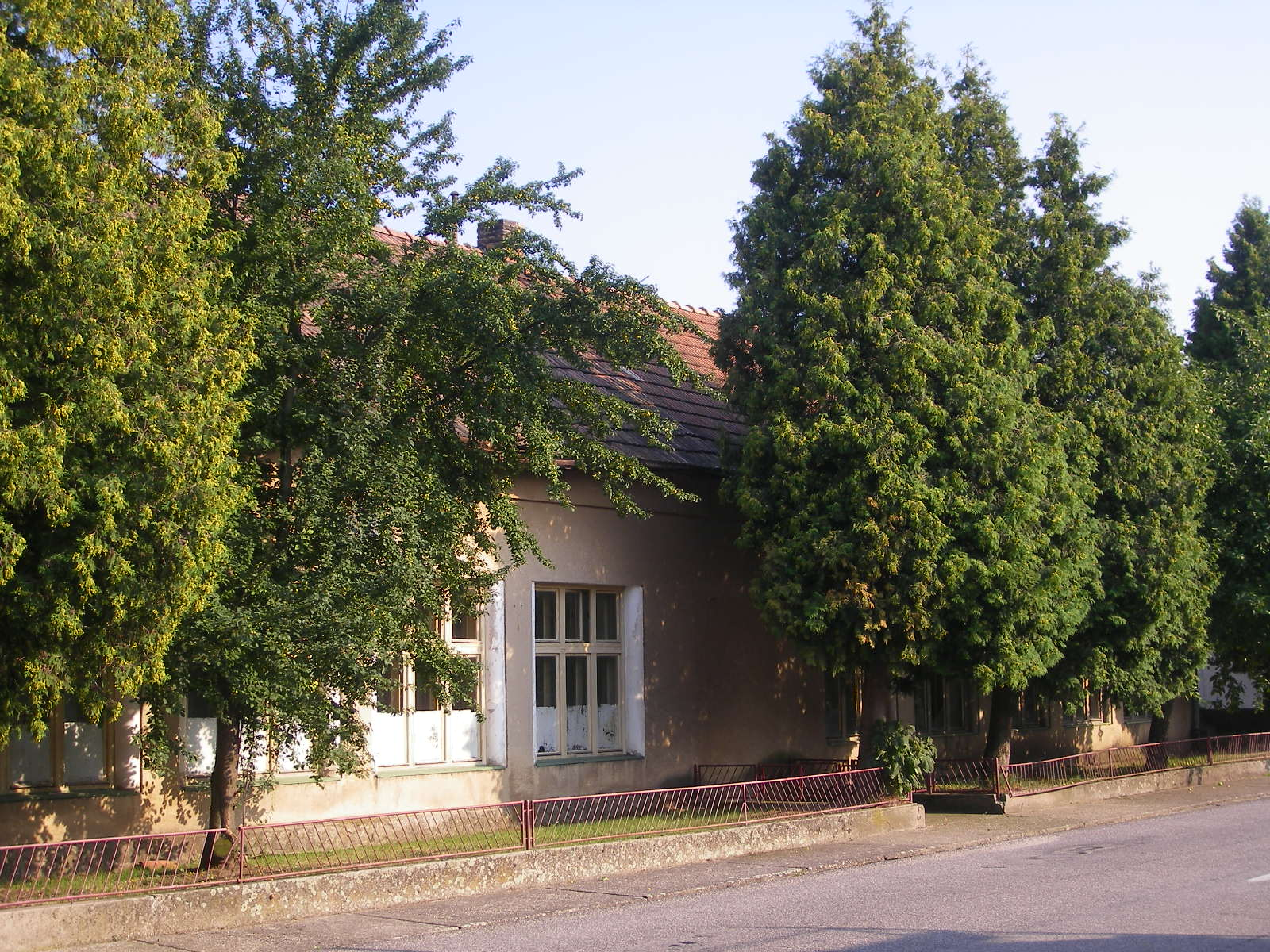
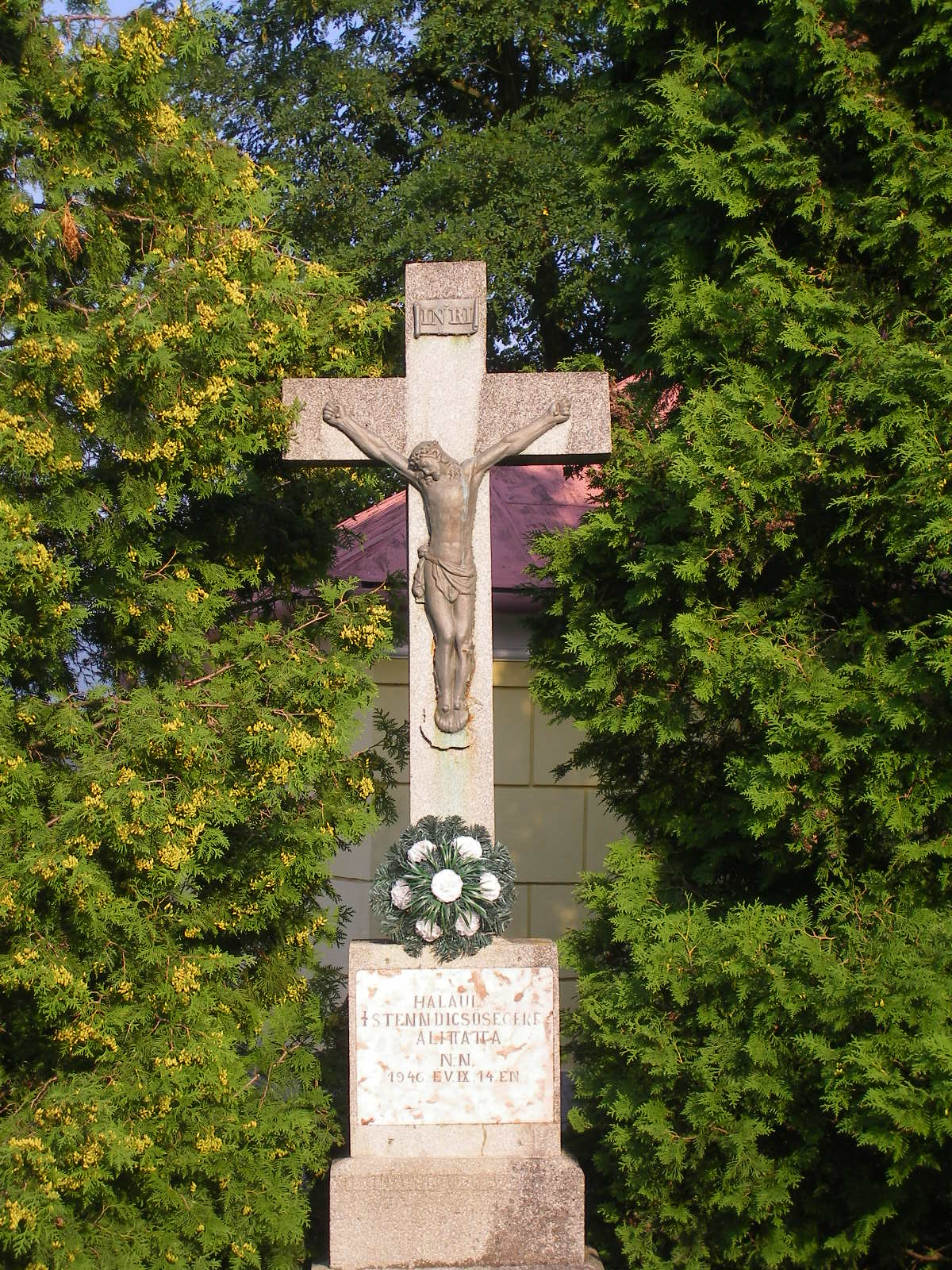
Feszület a katolikus templomnál
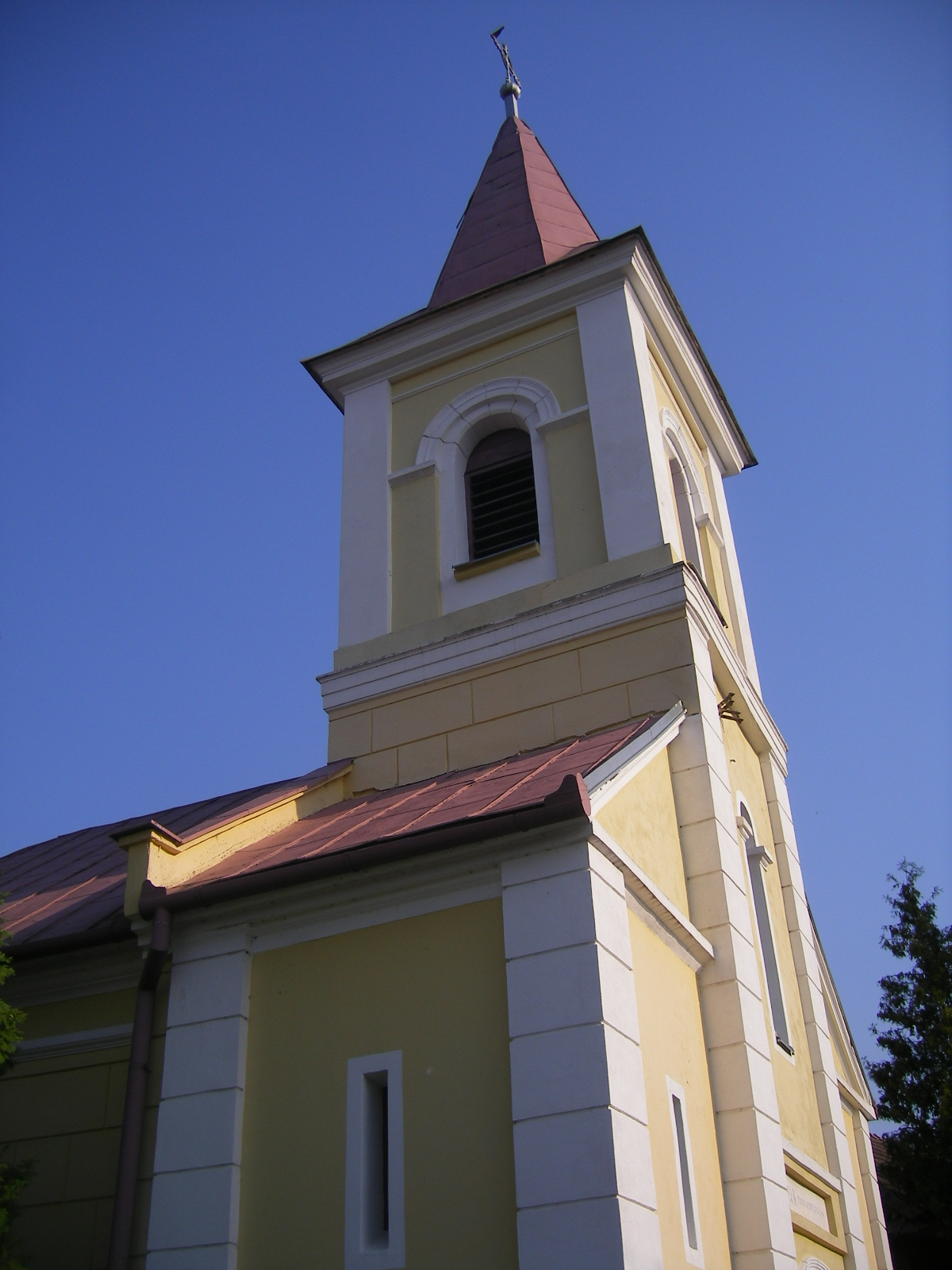
Katolikus templom
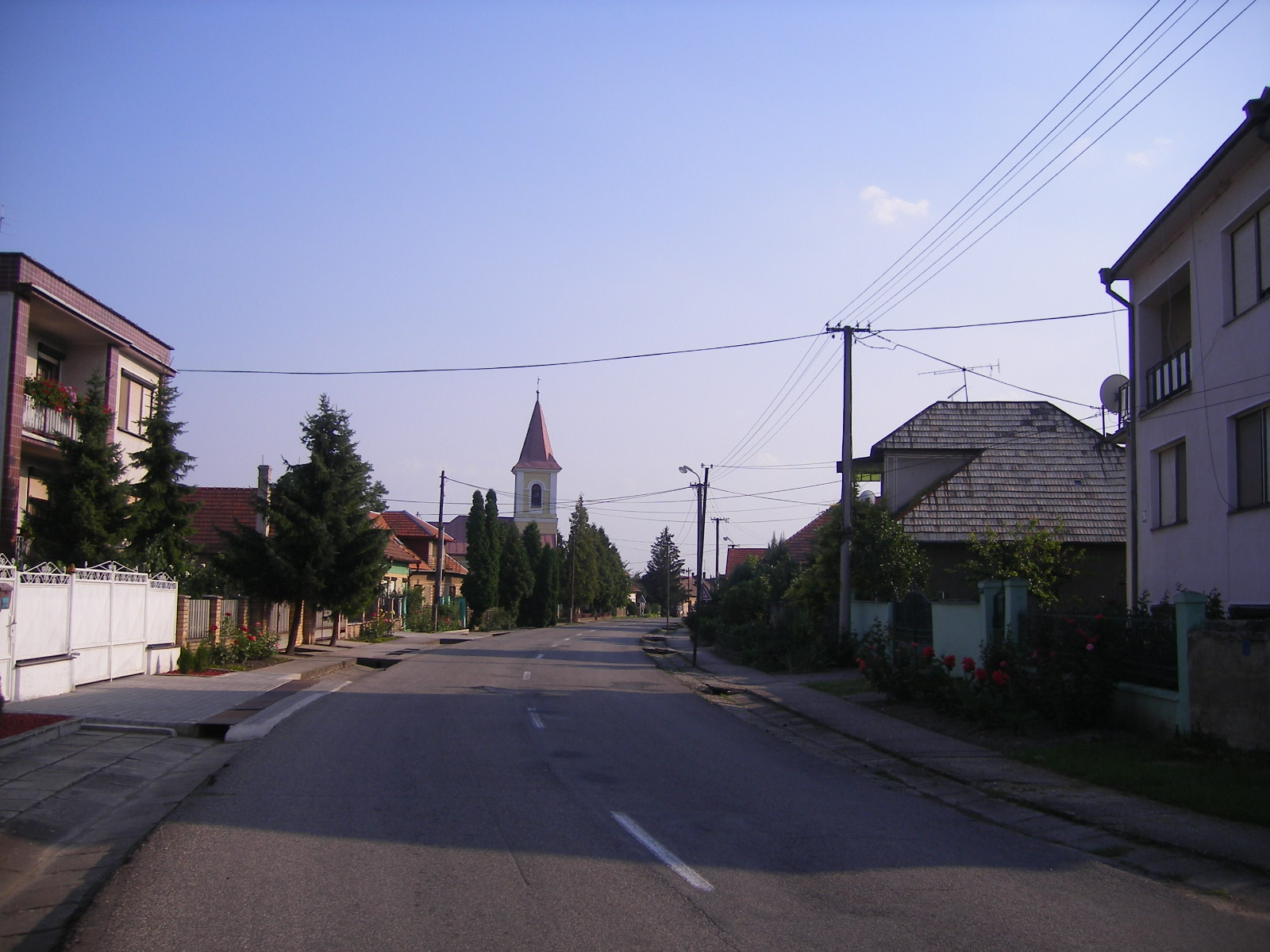
Utcakép
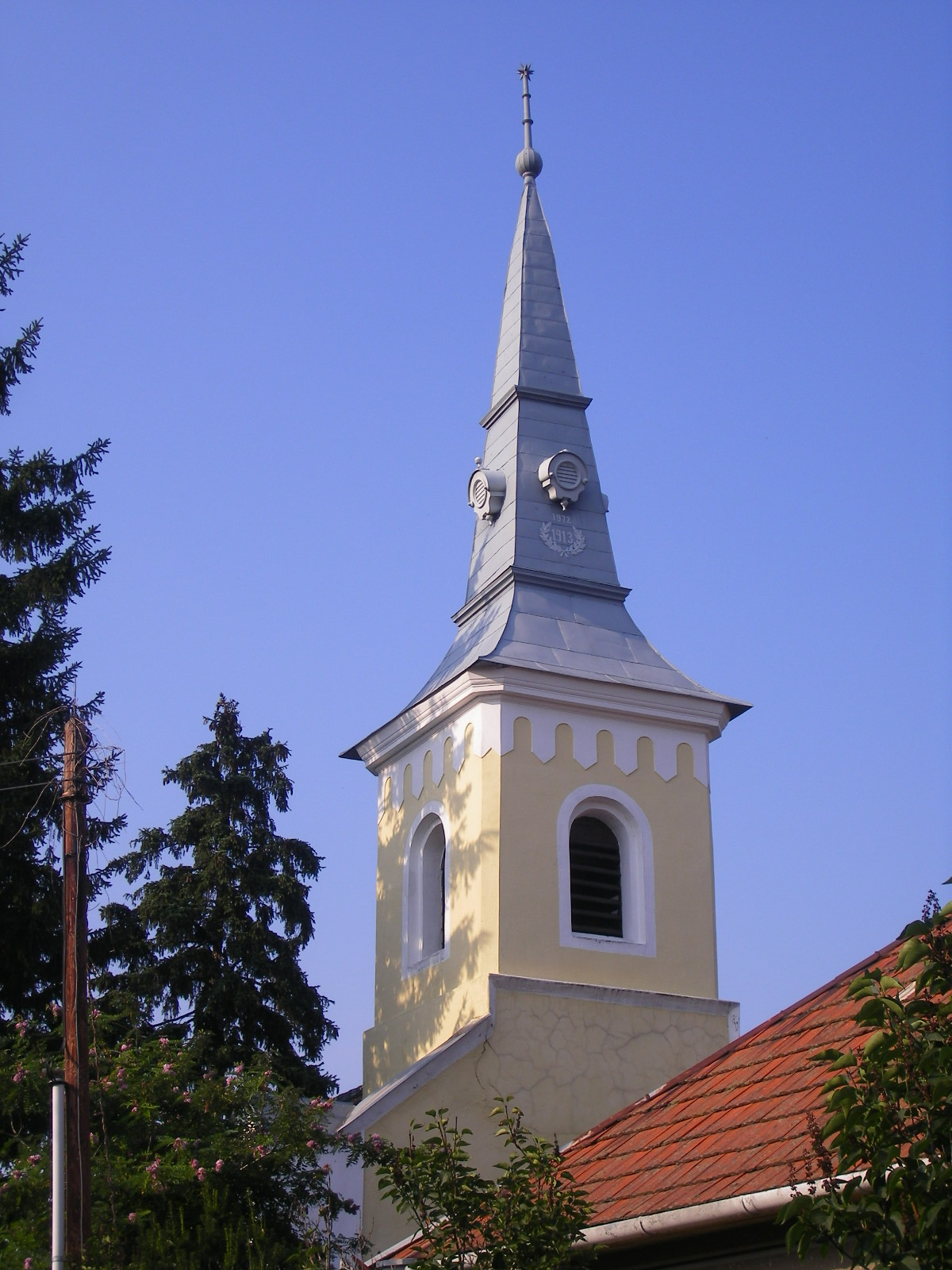
Református templom
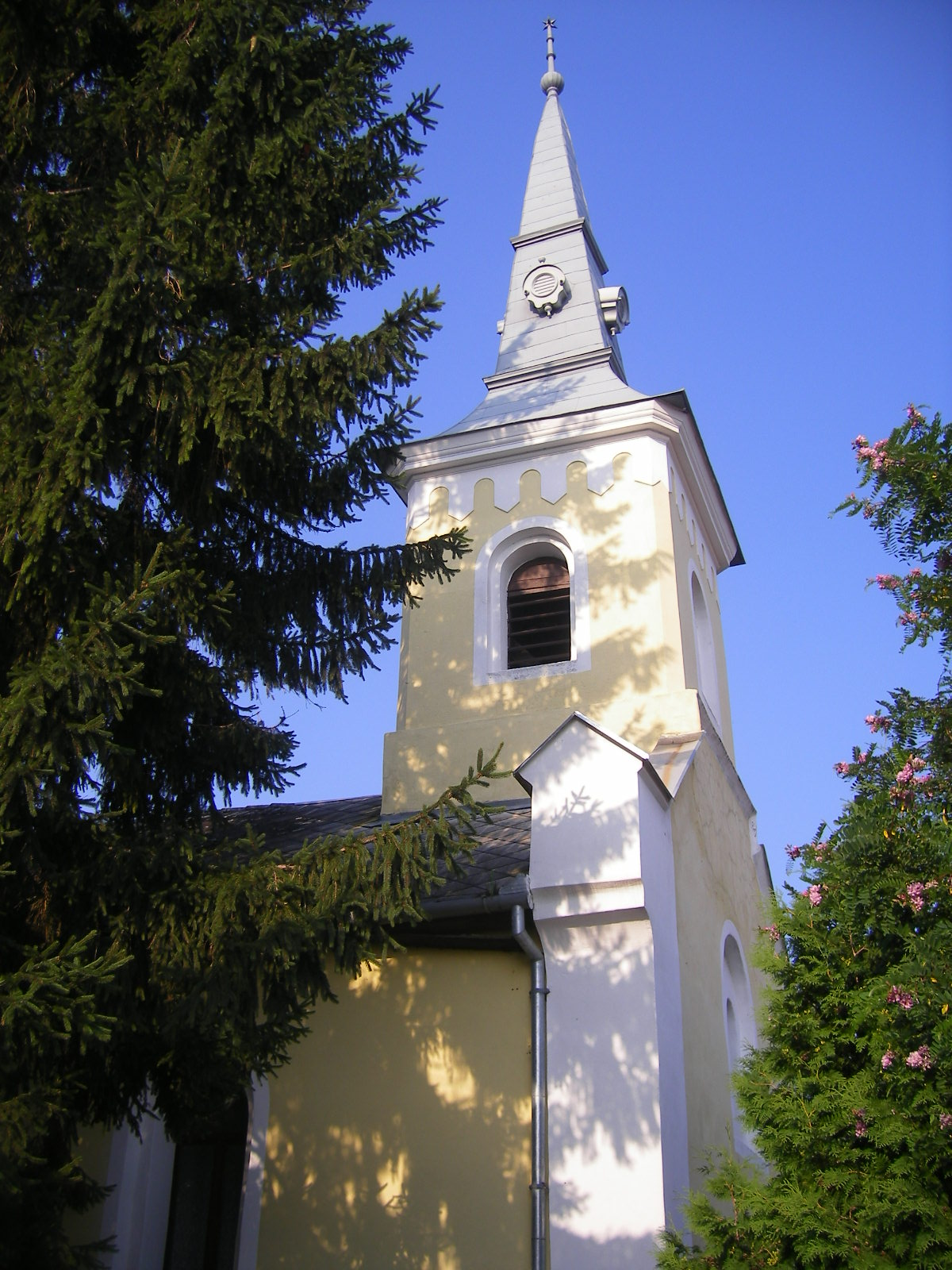
Református templom
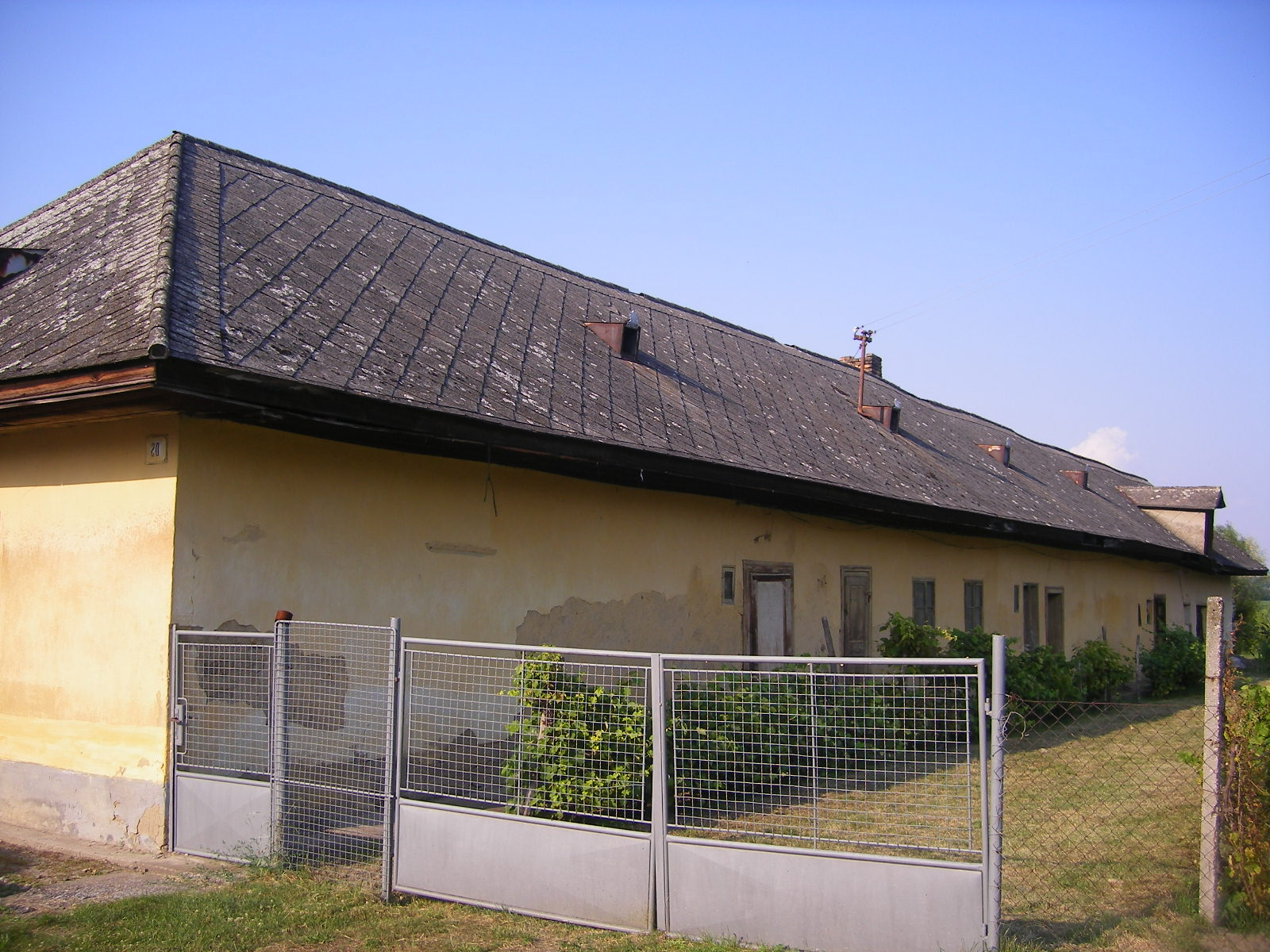
Régi ház Ipolybélen
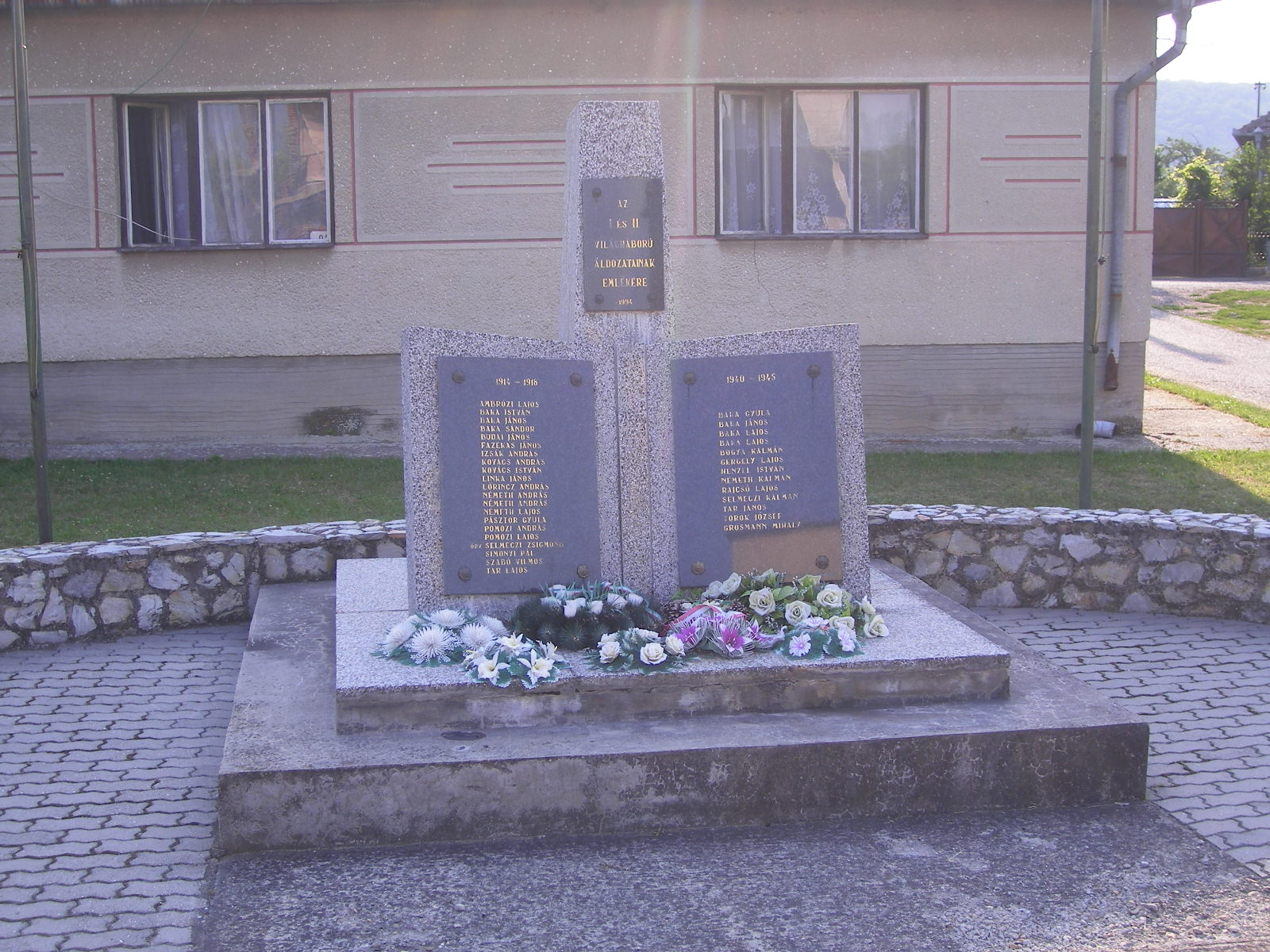
A két világháború áldozatainak emlékműve
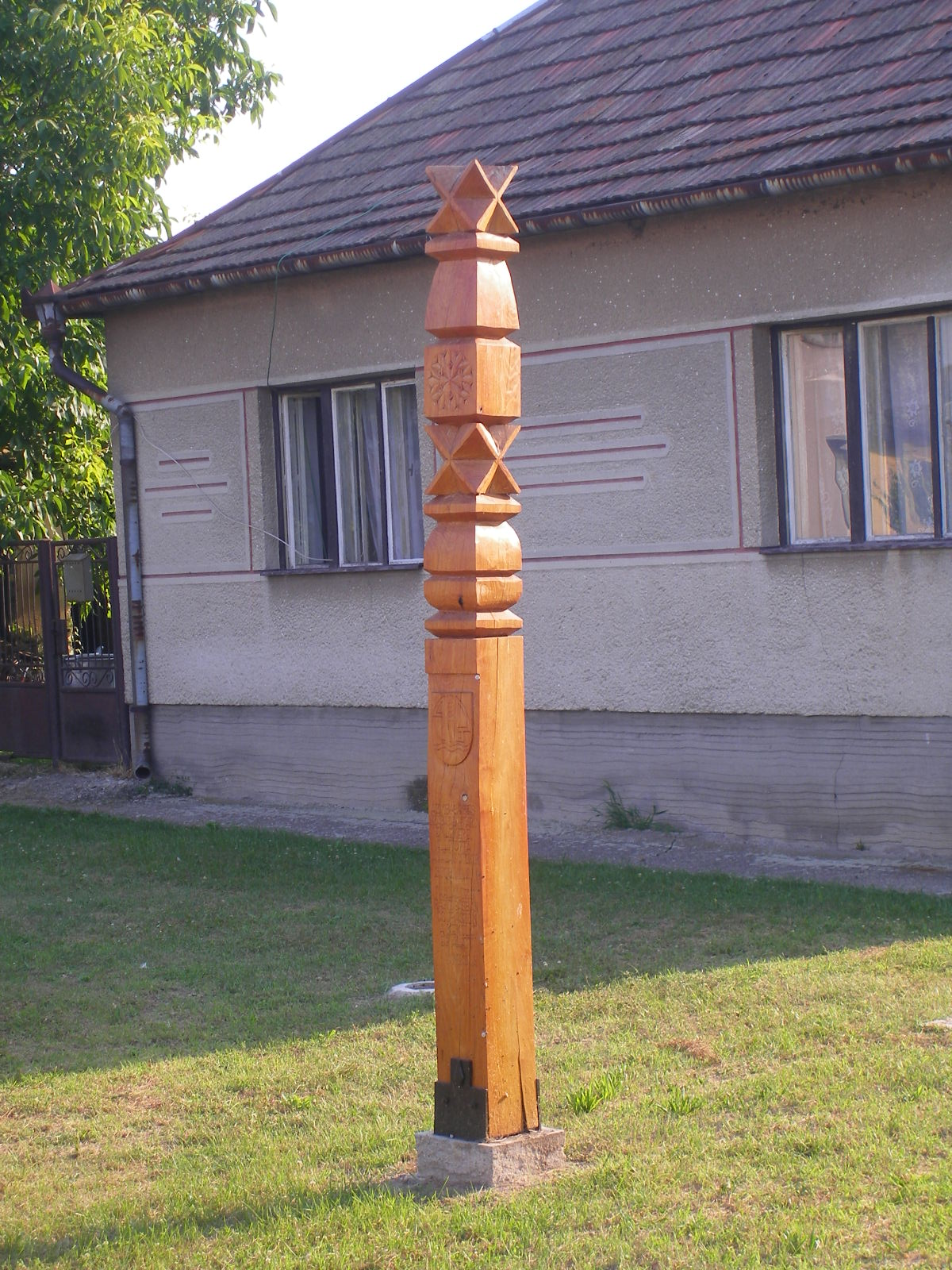
Kopjafa
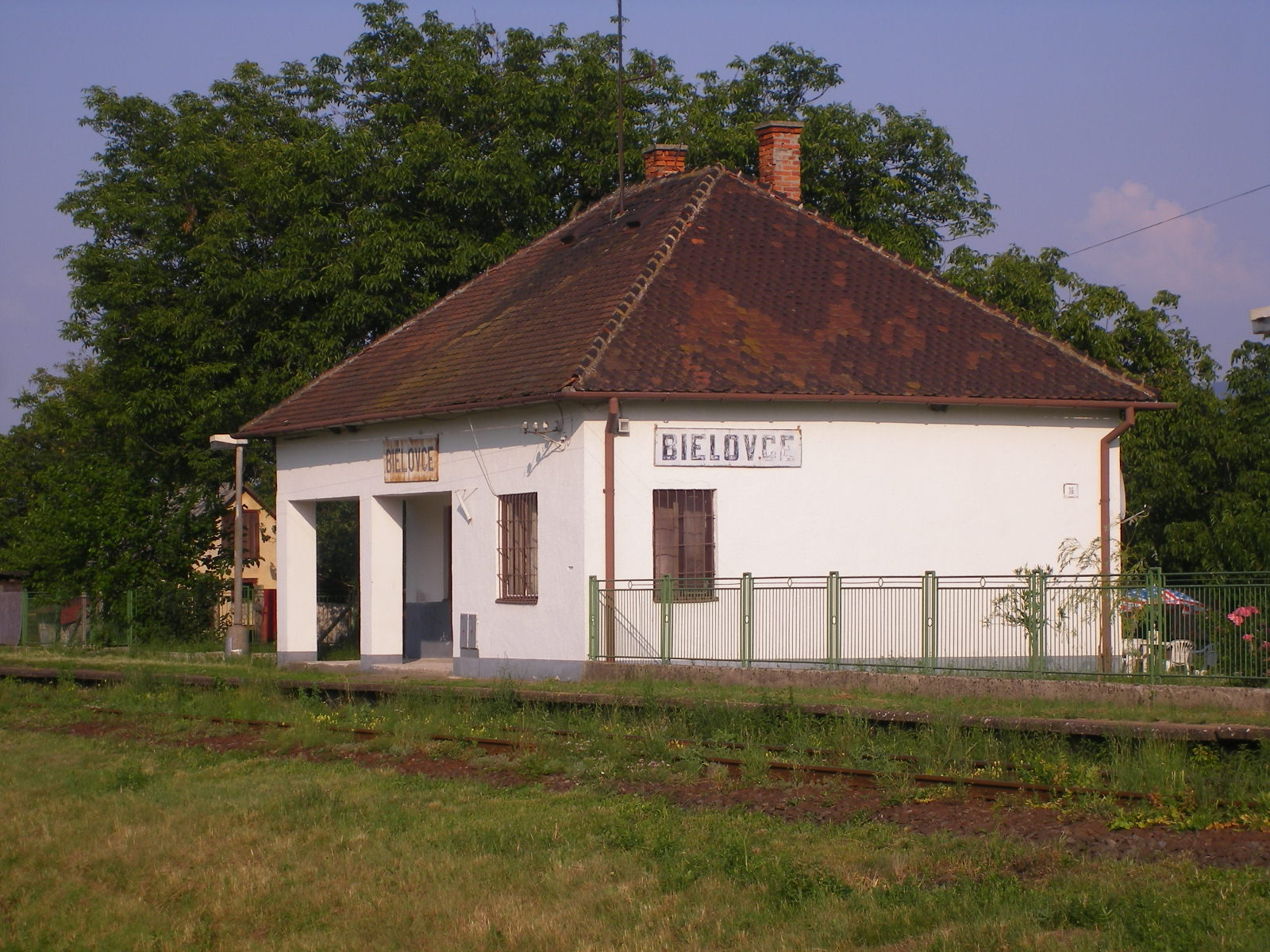
Vasútállomás
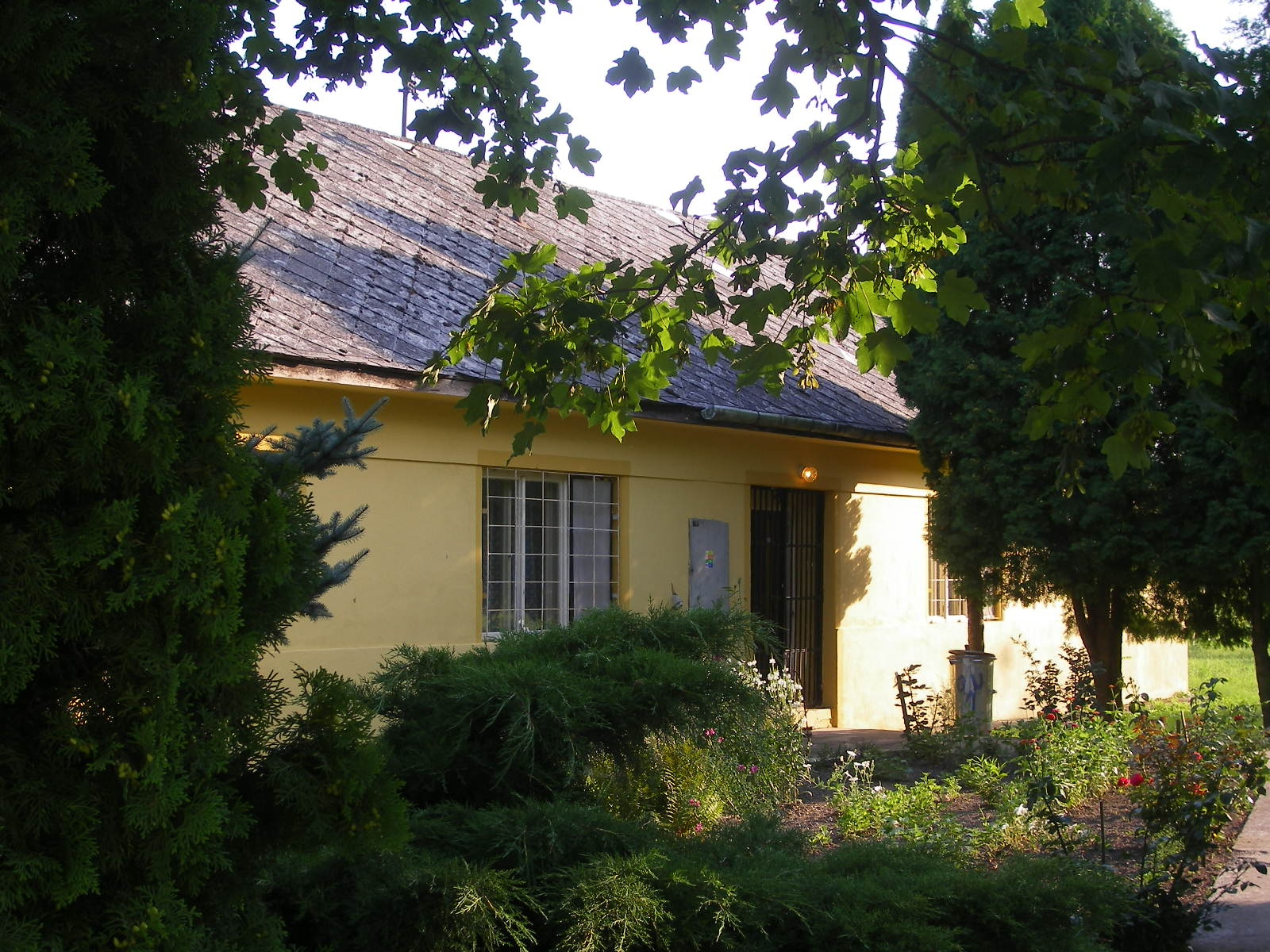
Községháza
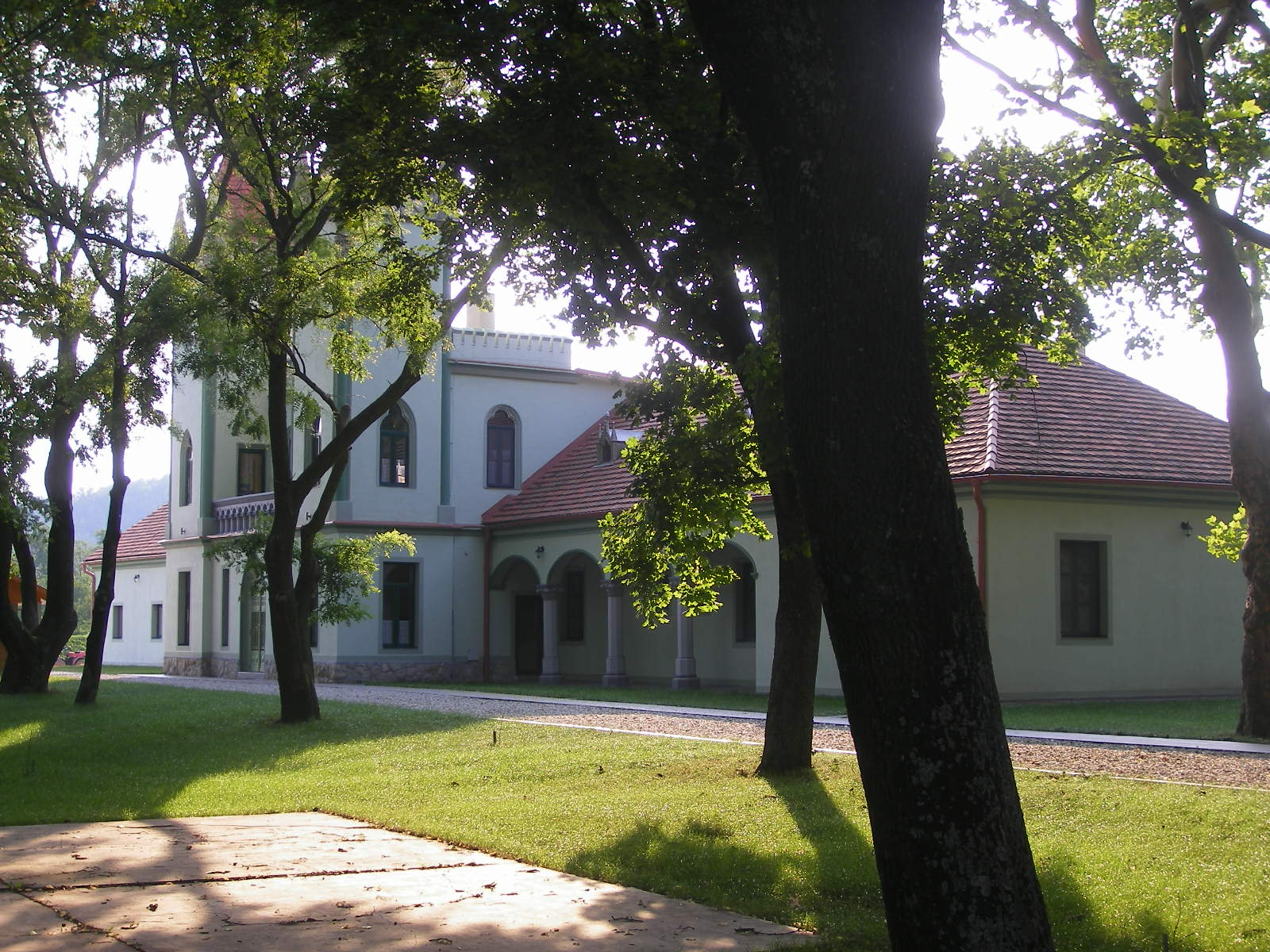
Kastélypark
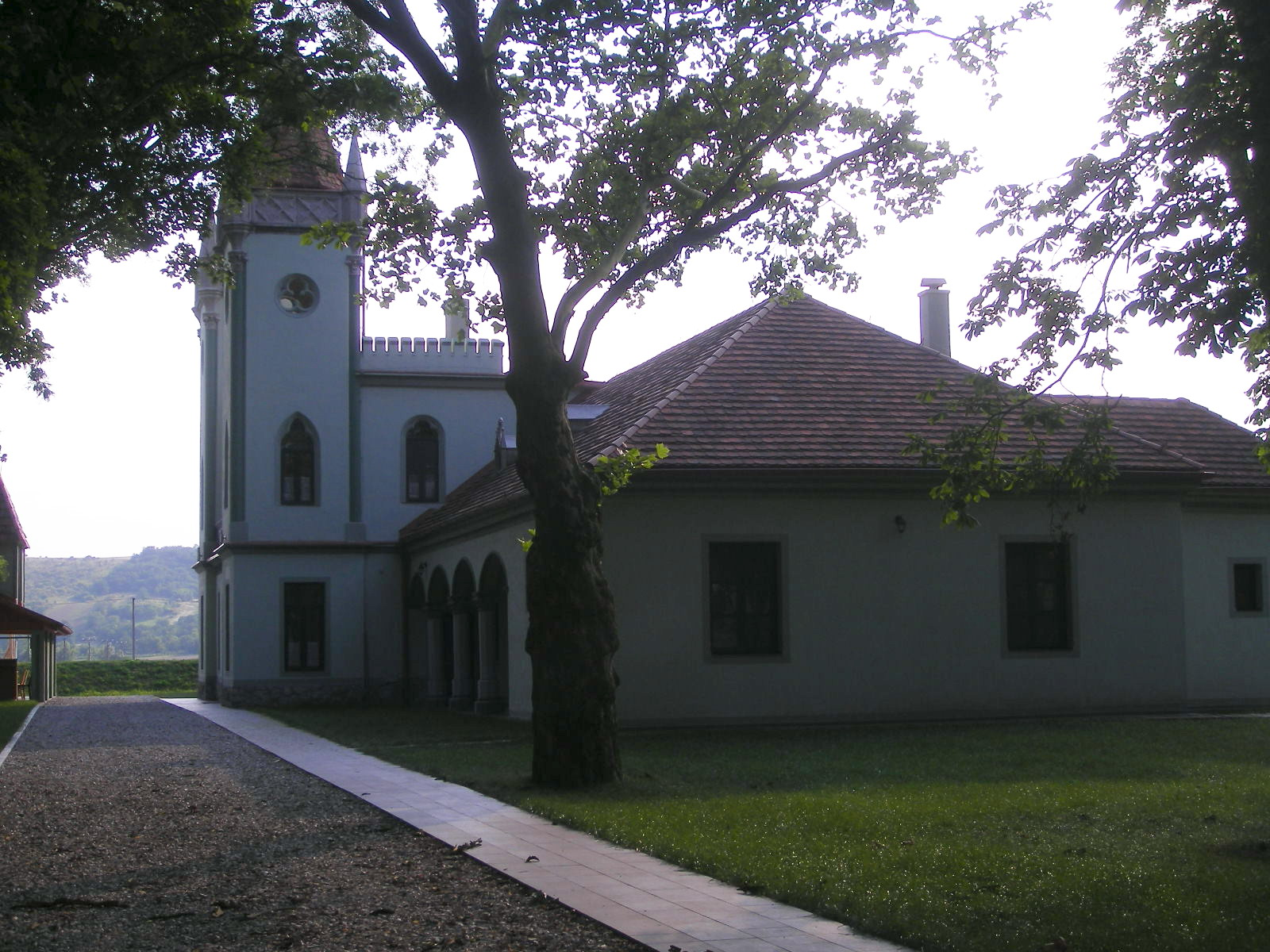
Kastély
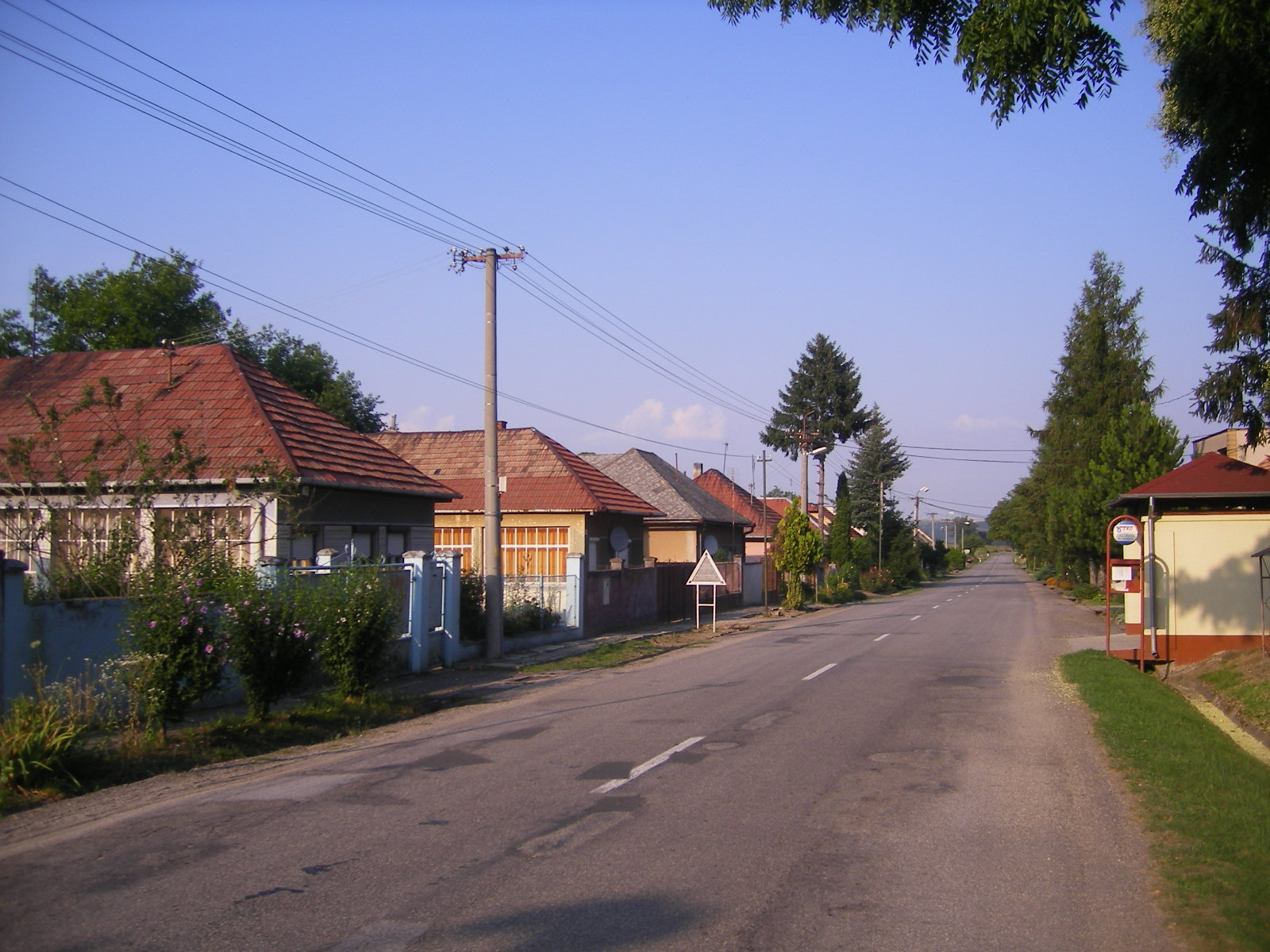
Utcakép
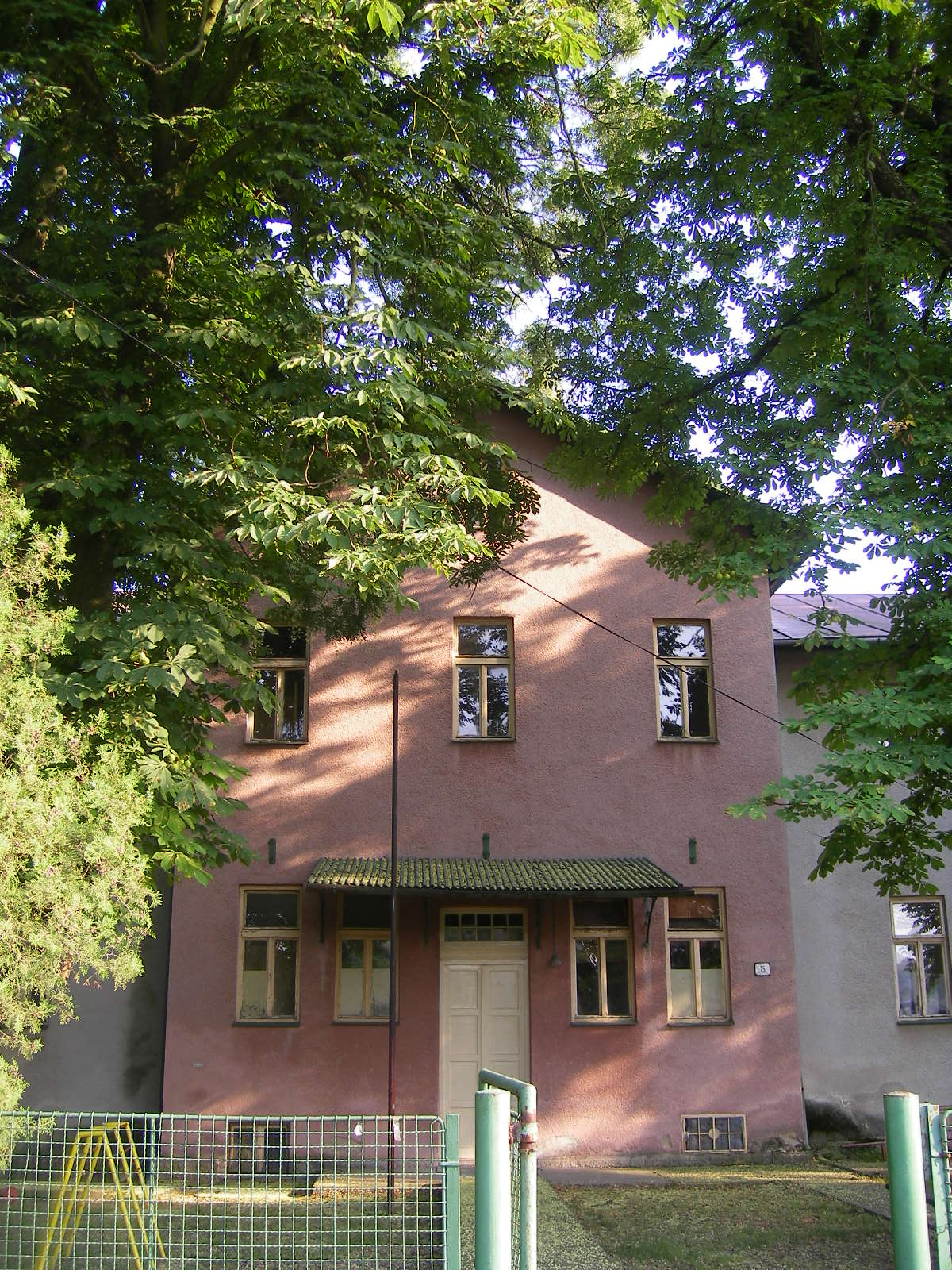

## Külső hivatkozások
- Községinfó
- Alapinformációk
- E-obce.sk Archiválva 2008. szeptember 20-i dátummal a Wayback Machine-ben